# Туре, Эль-Билаль
Эль-Била́ль Туре́ (фр. El Bilal Touré; род. 3 октября 2001, Аджаме, Абиджан, Кот-д’Ивуар) — малийский футболист, нападающий итальянского клуба «Аталанта» и национальной сборной Мали. Выступает на правах аренды за клуб «Штутгарт».

## Клубная карьера
Тренировался в футбольной академии «Ивуар Академи» из Кот-д’Ивуара, а затем в академии «Африк Футбол» из Мали. В январе 2020 года подписал профессиональный контракт с французским клубом «Реймс», рассчитанный на пять лет. 1 февраля 2020 года Туре дебютировал в основном составе «Реймса» французской Лиги 1 против «Анже», забив с пенальти первый гол своей команды в этой игре, которая завершилась победой «Реймса» со счётом 4:1. 16 февраля забил единственный гол в матче против «Ренна», вновь с пенальти. 7 марта забил свой третий гол за «Реймс» в матче против «Бреста».

## Карьера в сборной
В 2019 году в составе сборной Мали до 20 лет Туре выиграл молодёжный Кубок африканских наций.
9 октября 2020 года дебютировал за главную сборную Мали в товарищеском матче против сборной Ганы, отметившись забитым мячом.

## Достижения
«Аталанта»
- Победитель Лиги Европы УЕФА: 2023/24

Сборная Мали (до 20 лет)
- Чемпион Кубка африканских наций (до 20 лет): 2019